# Special Olympics Palästina
Special Olympics Palästina (englisch Special Olympics Palestine) ist ein Verband von Special Olympics International mit Sitz in Gaza und West Banks. Er hat sich zum Ziel gesetzt, Kindern und Erwachsenen mit geistiger Beeinträchtigung die Ausübung verschiedener Sportarten über das ganze Jahr anzubieten, um körperlich fit zu werden, ihren Mut zu zeigen und Freude dabei zu empfinden, ihr Können mit anderen Special Olympics Athleten und ihrer Gemeinschaft zu teilen. Außerdem betreut der Verband auch das palästinensische Team bei internationalen Special Olympics Wettbewerben. 

## Geschichte
Der Verein Special Olympics Palestine wurde 1995 gegründet.

## Aktivitäten
2016 hatte der Sportverband 5016 Athletinnen und Athleten und 218 Coaches. 
Special Olympics Palästina bietet folgende Sportarten an: Badminton, Basketball, Boccia, Floor Hockey, Fußball, Handball, Kraftdreikampf, Leichtathletik, Reiten, Schneeschuhlaufen, Schwimmen, Tischtennis, und Radsport. 
Der Verband nimmt an mehreren Programmen von Special Olympics International teil, nämlich an Athlete Leadership und Young Ahtletes.

### Teilnahme an vergangenen Weltspielen
- 1995 Special Olympics World Summer Games, New Haven, USA (5 Athletinnen und Athleten)[1]
- 1999 Special Olympics World Summer Games, Raleigh/Durham/Chapel Hill, USA (9 Athletinnen und Athleten)
- 2011 Special Olympics World Summer Games, Athen
- 2015 Special Olympics World Summer Games, Los Angeles, USA (10 Athletinnen und Athleten)
- 2017 Special Olympics World Winter Games, Graz-Schladming-Ramsau, Österreich (4 Athletinnen und Athleten)
- 2019 Special Olympics, World Summer Games, Abu Dhabi (25 Athletinnen und Athleten)[2]

### Teilnahme an den Special Olympics World Summer Games 2023 in Berlin
Special Olympics Palästina nahm an den Special Olympics World Summer Games 2023 in Berlin teil. Im Rahmen des Host Town Programs wurde die Delegation aus Palästina vor den Spielen von Dortmund betreut. Die Delegation bestand aus 40 Personen. Das Team gewann bei diesen Weltspielen acht Gold-, zwei Silber- und eine Bronzemedaillen.

### Teilnahme an Weltspielen nach 2023
- 2025 Special Olympics World Winter Games, Turin, Italien (2 Athletinnen und Athleten)[6]